# 물밭쥐족
물밭쥐족(Arvicolini)은 쥐상과 비단털쥐과에 속하는 설치류 족의 하나이다. 10개 속으로 이루어져 있다.

## 하위 속
| - 물밭쥐속 (Arvicola) - 부하라밭쥐속 (Blanfordimys) - 눈밭쥐속 (Chionomys) - 쇠갈밭쥐속 (Lasiopodomys) - 산쑥밭쥐속 (Lemmiscus) | - 밭쥐속 (Microtus) - 고산밭쥐속 (Neodon) - 블라이스밭쥐속 (Phaiomys) - 베드퍼드공작밭쥐속 (Proedromys) - 마리밭쥐속 (Volemys) |